# 特拉華 (紐約州)
特拉華（英語：Delaware）是一個位於美國紐約州沙利文縣的鎮。

## 人口
根據2020年美國人口普查的數據，特拉華的面積為92.17平方千米，當中陸地面積為90.36平方千米，而水域面積為1.81平方千米。當地共有人口2203人，而人口密度為每平方千米24人。